# Sergej Rakhmaninov
Sergej Vasiljevitj Rakhmaninov (russisk: Сергей Васильевич Рахманинов, engelsk: Sergei Rachmaninoff) (født 1. april 1873, død 28. marts 1943) var en russisk komponist, pianist og dirigent. Efter 1918 levede han i eksil, hovedsagelig i USA.
Rakhmaninov havde ikke så megen tid til at komponere og skrev langsomt, men hans hovedværker, især hans fire klaverkoncerter er meget kendte, særligt anden og tredje. Den tredje klaverkoncert regnes af mange for at være det sværeste klaverværk i verden og blev kendt i bredere folkelige kredse, da den blev brugt som underlægningsmusik i Scott Hicks' film Shine (1996).
Rakhmaninovs musik er ikke helt til at sætte ind i en generel genre inden for den klassiske musik. Den indeholder nationalromantiske og senromantiske elementer, men ofte også moderne indslag. Man kunne sige, at hans musik er "moderne romantisk".
"Jeg føler mig som et genfærd, der vandrer i en verden, der er blevet fremmed. Jeg kan ikke opgive min gamle skrivemåde, jeg kan ikke lære den nye." – Rakhmaninov
Som pianist var han en virtuos, hvilket tydeligt ses i hans klaverkompositioner. Ud over at de (som regel) kræver et stort solistisk, må pianisten også have store hænder. Rakhmaninov havde selv kæmpe hænder og kunne nå en oktav plus en sekst.

## Biografi

### Tidlige liv
Rakhmaninov kom til verden den 1. april 1873 på herregården Semjonovo ca. 60 kilometer fra byen Staraja Russa i det daværende Novgorod guvernement i det Russiske Kejserrige. Han blev født ind i en familie, der tilhørte det russiske aristokrati, og som havde været i tsarens tjeneste siden 1500-tallet. Ifølge familietraditionen nedstammede familien fra en legendarisk person, Vasilij, med tilnavnet "Rakhman", der var et formodet barnebarn af fyrst Stefan den Store af Moldavien. Udover de militære karrierer, der blev forventet af medlemmerne af en aristokratisk familie i det Russiske Kejserrige, havde familien også stærke musikalske interesser. Hans farfar, Arkadij Aleksandrovitsj Rakhmaninov, var en musiker, der havde modtaget undervisning af den irske pianist og komponist John Field. Også Rakhmaninovs far, Vasilij Arkadjevitj Rahkmaninov (1841–1916), som var en pensioneret officer, var en musikalsk begavet mand, der dog kun spillede musik som amatør. Faderen havde giftet sig med Ljubov Petrovna Butakova (1853–1929), som var datter af den velhavende general, Pjotr Ivanovitj Butakov, der gav ham fem godser som en del af hendes medgift. Parret fik tre sønner: Vladimir, Sergej og Arkadij og tre døtre; Jelena, Sofija og Barbara, hvoraf Sergej var deres tredje barn.
I 1882 flyttede familien til Sankt Petersborg, hvor Rakhmaninov startede på Sankt Petersborg Konservatorium året efter.

### Rakhmaninov i København 1918
I forbindelse med revolutionen i Rusland 1917 konfiskerede bolsjevikkerne Rakhmaninovs formue og afbrændte hans gods Ivanov, så han mistede både noder, flygler, bil og alle øvrige ejendele. Familien flygtede via Finland til Stockholm, hvortil den ankom den 24. december 1917. Med sig havde Rakhmaninov sin kone Natalja Satina og deres to døtre Irina på 15 år og Tatjana på 11 år. Takket være gode kontakter fra tidligere koncertrejser fik han tilbud om at give koncerter rundt om i de nordiske lande i de følgende måneder. Ved udrejsen fra Rusland havde de fået lov at medbringe 2.000 rubler, som gjorde, at de var uafhængige og kunne rejse videre til København, hvortil familien Rakhmaninov ankom den 1. januar 1918. De følgende 10 måneder optrådte Rakhmaninov med stor succes som klaversolist ved en lang række koncerter i København, Stockholm, Oslo, Bergen, Malmø og Lund, mens familien havde fast bopæl i Københavns omegn. I et halvt års tid boede den til leje på førstesalen hos løjtnant Jering, Ingeborgvej 1 i Charlottenlund. Her kunne Rakhmaninov øve sig på familien Jerings flygel. Formodentlig var det også her, han omarbejdede musikstykket Vokalise.  Villaen i Charlotttenlund fungerer i dag som børnehave under navnet Ingeborgvej 3. Fra breve ved vi, at Rachmaninov øvede det meste af dagen; at han skovlede sne i den kolde vinter og fyrede op i kakkelovnen. Døtrene gik i den nærliggende skole. Musikforlaget Wilhelm Hansen sørgede for det praktiske i forbindelse med koncertvirksomheden, herunder økonomiske transaktioner samt fremskaffelse af pas og visa.
I løbet af sommeren 1918 flyttede familien til Skovvej 7 nær Jægersborg Allé, hvilket fremgår af familiens udrejsevisum. I oktober 1918 hærgede den spanske syge i København, hvilket betød, at alle offentlige møder blev forbudt; biografer holdt lukket, og koncerter blev aflyst, herunder en del af Rakhmaninovs planlagte koncerter. Siden marts måned havde han modtaget flere attraktive tilbud om engagementer som dirigent og koncertturneer i USA. Den 1. november 1918 sejlede familien til USA fra Oslo på damperen Bergensfjord og krydsede et Atlanterhav mørklagt af krig. Den ankom til New York den 10. november – dagen før, første verdenskrig sluttede. 

### Senere liv
Til trods for, at hans musik måske på nogle punkter var bedaget, fik han stor succes i USA. I sin travleste periode spillede han op mod 70 koncerter om året.
Rakhmaninov døde 69 år gammel som følge af modermærkekræft den 28. marts 1943 i sit hjem i Beverly Hills i Californien i USA.

## Værker af Rakhmaninov
- Klaverkoncert nr. 1 fis-mol op. 1 (1891, revideret i 1917).
- Klaverkoncert nr. 2 c-mol op. 18 (1901) (lydeksempler på de tre satser kan høres nedenfor).

- Klaverkoncert nr. 3 d-mol op. 30 (1909).
- Klaverkoncert nr. 4 g-mol op. 40 (1926, revideret i 1941).
- Rhapsodi over et tema af Paganini for klaver og ork. op. 43 (1934).

- Symfoni nr. 1 d-mol op. 13 (1896) - for orkester
- Symfoni nr. 2 e-mol op. 27 (1908) - for orkester
- Symfoni nr. 3 a-mol op. 44 (1936, rev. 1938) - for orkester

- Symfoniske danse op. 45 (1940).
- Dødens Ø, symfonisk digt op. 29 (1909).
- Klippen, symfonisk digt op. 7 (1893).

- Klokkerne for soli, kor og orkester (tekst: Edgar Allan Poe) op. 35 (1913).
- Vesper for kor a cappella op. 37 (1915).
- Vocalise op. 34 nr. 14 (1912, revideret i 1915).
- Aleko, opera i 1 akt	(1893).

- Præludium cis-mol for klaver op. 3 nr. 2 (1893).
- Sonate for cello og klaver g-mol op. 19 (1901).
- Trio élégiaque nr. 2 d-mol op. 9 (1893, revideret i 1906 og 1917),
- Etudes-tableaux for klaver op. 33 (1911).
- Etudes-tableaux for klaver op. 39 (1916-17).
- Klaversonate nr. 2 b-mol op. 36 (1913, revideret i 1931).
- 10 Præludier for klaver op. 23 (1903).
- 13 Præludier for klaver op. 32 (1910).
- 14 Sange op. 34 (heriblandt Vocalise) (1912).

### Mest kendte værker
- Klaverkoncert nr. 2 c-mol.
- Klaverkoncert nr. 3 d-mol.
- Præludium cis-mol op. 3 nr. 2.
- Vocalise op. 34 nr. 14 (arrangeret for strygere, sopran og strygere, cello og klaver).

## Rakhmaninov i film- og populærmusik
Temaer fra Klaverkoncert nr. 2 i c-mol har været brugt som filmmusik i: Brief Encounter (1945) (Farligt Møde); Den søde kløe (1955), hvor en af personerne mener, at en indspilning af koncerten kan forføre Marilyn Monroe.
Eric Carmen All By Myself (1975) bygger på tema fra anden sats. Filmen Hereafter (2010) instruktion Clint Eastwood.
Tema fra Symfoni nr. 2 e-mol er brugt af Eric Carmen i Never Gonna Fall in Love Again (1976).
To sange sunget af Frank Sinatra gør brug af denne klaverkoncert: I Think of You (1957) og Full Moon and Empty Arms (1945).